# Mitsui Sumitomo Bank Office Building
Le Mitsui Sumitomo Bank Office Building (三井住友銀行本店ビルディング) est un gratte-ciel construit en 2010 à Tokyo, mesurant 117 mètres de hauteur. Il abrite des locaux du Sumitomo Mitsui Financial Group, troisième banque du Japon.
L'architecte est l'agence japonaise Nikken Sekkei